# Ім'я по батькові
Ім'я по батькові, або патронім (грец. πατρώνυμο; від πατήρ (род. відм. πατρός) — «батько» + όνυμα — «ім'я»), — вид антропоніма: назва або прізвище, що походить від предків по батьківській лінії. Традиція збережена насамперед у багатьох[яких?] пострадянських країнах.
В Україні з 1 січня 2021 року (на додачу до права зміни прізвища) можна самостійно змінити по батькові (взяти інше по батькові). Це право забезпечене статтею 149 Сімейного кодексу для всіх громадян України віком понад 16 років (понад 14 років — за згодою піклувальника). Верховна Рада вдосконалила законодавство після прецеденту «Гарнага проти України» у Європейському суді та українському законодавстві, коли адвокатка з Білої Церкви Наталія Гарнага виборювала право змінити ім'я по батькові 10 років (2004—2014), від районного суду до Європейського суду з прав людини, де справу розглядали 6 років.
Між ім'ям та прізвищем ставиться по батькові. Якщо у вас два і більше імен, вони ставляться між другим (прізвищем) і прізвищем.
У Радянському Союзі імена по батькові офіційно присвоювалися всім громадянам, а тому використовувалися також у мовах окремих союзних республік, які не були слов’янськими. У Закавказзі використовувалися такі форми імен по батькові:
- у вірменській мові використовувався суфікс: -i (-zdrowie) (для сина і дочки), буквально означає приналежність;
- в азербайджанській мові ім'я по батькові - це ім'я батька і слово: oğlu (оғлу) (перекладається як син), qızı (гызы) (перекладається як дочка);
- в грузинській мові ім'я по батькові - це ім'я батька в родовому відмінку (суфікс -s (-ს)) і слово: dze (ძე) (пер. син), асулі (ასული) (пер. дочка).

Було також творення імен по батькові в слов'янській формі, наприклад, закінчення -ovič (-ович) у литовській , або -ovici (-ович) у молдавській .
В даний час імена по батькові офіційно даються в державних переписах і паспортах всім громадянам Росії , України , Білорусі та Болгарії . Якщо батько невідомий, ім'я по батькові дається за вибором матері. В Україні у разі подвійного імені по батькові, що є рідкісним випадком, ім’я по батькові за замовчуванням дається від імені, а за бажанням батьків — від двох імен по батькові, напр., Юрій). 

## Історія
Патронімічне іменування з'явилося на етапі розвитку суспільства, коли стало важливим вказувати належність до певного роду. Наприклад, у давніх греків родові імена були патронімічними, творилися суфіксом «-ід», причому багато родів виводили своє походження від богів і героїв — Геракліди («діти Геракла», «Геракловичі»), Діонісіди («діти Діоніса», «Діонісовичі»). Аналогічним було найменування і самих богів та героїв: «Зевс Кронід» («Кронів син»), «Ахіллес Пелеїд» («Пелеїв син»). Відомі й приклади вживання одних патронімів без особових імен, приміром в «Іліаді». Надалі деякі патроніми могли перетворюватися на особові імена: «Леонід» («Леонів син», «Левів син»), «Зінаїда» («Зевсова дочка»), «Іраїда» («дочка Гери»).

## У слов'янських народів

### В українській мові
У східнослов'янських мовах чоловічі імена по батькові в називному відмінку мають суфікси -ович, -евич, рідше -ич, -іч, жіночі — -івн- (-ївн-). Суфікс форм чоловічого роду вважають похідним від праслов'янського присвійного суфікса *-itjь, де можна виділити перший елемент *-it- (деякі дослідники порівнюють другу його частину зі західнобалтійським суфіксом -it-, наявний у литовських прізвищах) і вельми поширений присвійний суфікс *jь, який спричинив наступне пом'якшення давнього *t і перехід його в *č' > *č внаслідок слов'янської йотації. У південнослов'янських мовах східнослов'янському -ич відповідають -ič (серб. -ић/-ić, поширений у сербських прізвищах), у західнослов'янських -ic (ст.-пол. -ic, теперішній суфікс польських прізвищ -icz має, як вважають лінгвісти, східнослов'янське походження). Часто суфікс *-itjь вживали разом з іншим присвійним суфіксом *-ov-/-ev- (сучасні укр. ів, -їв, -ова, -ове), який самостійно досі широко вживають у російських, болгарських, деяких українських прізвищах, а також у жіночих формах чеських і словацьких прізвищ. При утворенні сучасних східнослов'янських імен по батькові, а також прізвищ в інших слов'янських мовах переважно використовують колишнє сполучення двох окремих суфіксів (від прасл. *-ov-itjь/-ev-itjь).
Суфікс жіночих форм імен по батькові -івн- (прасл. -ovьn-) утворений також зі сполучення двох суфіксів: суфікса *-ov- (*-ev-) й суфікса прикметника *-ьn-, з доданням жіночого закінчення *-a (-івна).
У деяких випадках імена по батькові (а також прізвища на -ич) утворюються без форманта -ов- (Хомич, Ілліч, Караджич, Ярославна). Відсутність суфікса -ов- спостерігається в рідковживаному княжна (прасл. *kъnęžьna < *kъnęgьna), утвореному від ранньо-прасл. *kъnęgъ за допомогою суфікса *ьn + a. Тепер більше поширена форма князівна, де -ів- походить від *-ov-.
У сучасній українській мові ім'я по батькові вживається в офіційних документах для кращої ідентифікації особи, тобто виконує роль середнього імені. Також його використовують разом із іменем як ввічливе звертання, наприклад: Петре Івановичу, Маріє Миколаївно.

#### Дискусія щодо вживання
Протягом тривалого часу існувало упередження, зокрема серед українських літераторів Юрія Яновського, Миколи Хвильового та Миколи Куліша, що по батькові є запозиченням з російської мови непритаманним українським традиціям. Проте воно не підтверджується українськими мовознавцями та істориками. Зокрема Іван Огієнко з цього приводу зазначав наступне: 
Думка, ніби назви по батькові — це московський вплив, ця думка історично неправдива: кожний давній Літопис наш, писаний в нас ще до початку московського впливу на Україну, має сотні назов по батькові, а це виразно говорить, що звати по батькові — це наш давній український звичай. „Простий“ народ звичайно зве один одного тільки по йменні; але осіб поважних зве ще й по батькові, — і це не з якогось московського впливу, а виключно по власній традиції, що живе в нас уже над тисячу літ.

#### Історія вживання
У Київській Русі власне ім'я перетворювали на родове зазвичай за допомогою суфікса «-ич». Згідно українського письменника Володимира Островського дана традиція вжитку по батькові була поширена в тому числі серед селян в дорічпосполитський період:
Доказом того, що селяни наші вживали колись назов «по батькові» є те, що в старовинних актах ми зустрічаємо селянські прізвища на «ич», які могли постати лише від назв «по батькові». Ось, наприклад, акт від 29 квітня 1587 року з київського архіву так званого «Архива Юго-Западной России», це скарга селянина В. Сурина на волинського воєводу князя Януша Острожського й на князя Михайла Ружинського, що вони напали з озброєними слугами на села Колодежне на Житомирщині, пограбували його й угнали 24 родини селян, у тому числі Івана Дашковича, Дениса Дашковича й Марка Якубовича.
Після Люблінської унії по батькові перестали вживатись серед селян, а також частково шляхти. Але це всеодно залишалось поширеною традицією, і частково використовувався навіть після переходу останніх в католицизм і польську мову. Як зазначав український історик Володимир Антонович в його праці про походження руської шляхти:
У самій назві околичних шляхтичів ми зустрічаємо дві риси чисто руські, народні: це постійне вживання по батькові при імені та прізвища, звичай чисто руський, що не був ніколи у вживанні у польської шляхти.
Оригінальний текст (рос.)
Въ самомъ названіи околичных шляхтичей мы встрѢчаемъ двѢ черты чисто русскія, народныя: это постоянное употребленіе отчества при имени и фамиліи, обычай чисто русскій, не бывшій никогда въ употребленіи у польской шляхты.
У другій половині XVIII століття трилексемну формулу (ім'я, по батькові та прізвище) застосовували до духовенства (наприклад ієрей Матвій Петрович Колосовський) та значного військового товариства (наприклад бунчуковий товариш і бурмистер Павло Якович Руденко). Як зазначав у 1818 році Олексій Павловський, на відміну від російської мови, у якій ім'я по батькові закінчувалося на «-вичь», в українській мові воно закінчувалося на «-енко» і часто було також прізвищем (наприклад Грице́нко, Хведоре́нко, Онопрі́єнко, Карпе́нко, Павле́нко), проте коли українці хотіли до когось звернутися з повагою, то зверталися на «-вич» (Григо́рієвич, Хве́дорович, Ону́хрієвич, Карпович, Па́влович).
1926 року фольклорист Софія Терещенкова зафіксувала приклад ідентифікації жительки села Багачівка на Звенигородщині:
«Одна жінка… вона сама Андріївна, а заможом за Калеником…».
Поряд з формами на «-ич», «-івна» серед простолюду колись широко побутували патроніми з суфіксами «-нко» (Східна Україна), «-ук», «-юк», «-ин», «-ів» (Західна). Подібні імена по батькові могли утворюватися не тільки від особового імені батька, але й від його прізвиська (пор. Юрій Хмельниченко, а також Остап Бульбенко у «Тарасі Бульбі», Петро Шраменко у «Чорній раді»). Вони дали початок більшості сучасних українських прізвищ.

#### Сучасність
В Україні найменування ім'я по батькові є елементом повного імені, яке вживають в офіційних документах. Утворюється за допомогою суфіксів «-ович», «-ич» («-їч») — для чоловіків, і «-івн-/ївн-» — для жінок (Опанас — Опанасович, Опанасівна, Віталій — Віталійович, Віталіївна). Кличний відмінок чоловічих імен по батькові має закінчення «-у», жіночих — «-о».
У разі наявності офіційного подвійного особового імені (Богдан-Юрій) по батькові зазвичай утворюється від першого особового імені: Олена Богданівна, Олексій Богданович. Проте за бажанням батьків можлива реєстрація подвійної форми патроніма: Ірина Богдан-Юріївна, Олексій Богдан-Юрійович. У цьому разі перша частина імені по батькові не відмінюється: Олексія Богдан-Юрійовича, Ірини Богдан-Юріївни тощо.
У листопаді 2020 р. було внесено корективи до законодавства, якими дозволено змінювати ім'я по батькові з 14 років зі згоди законних представників або самостійно з 16. Закон набув чинності з 1 січня 2021 р. До цього зміни можна було внести у випадку, якщо батько змінив ім'я або якщо відомості про нього як про батька дитини виключили з актового запису про народження.

## В інших мовах

### У російській
У Великому князівстві Московському XV століття іменами по батькові на -ич мали право офіційно називатися тільки князі і бояри, про що свідчать записи на початку Розрядної книги 1475—1598 рр. У Московській державі XVI—XVII ст. патроніми на -ович/-евич зазнали ще більшого обмеження, ставши привілеєм двох вищих верств служилої аристократії — бояр і окольничих, окрім того, з ними записувалися також думні дворяни і носії деяких двірських посад (казначеї, постільничі, оружничі, сокольничі). Царський уряд пильно охороняв цей привілей і в XVII ст. видав кілька указів, що регулювали право писатися з -чем.
Є свідчення, що Богдану Хмельницькому неодноразово робили з московських приказів зауваження, що він «непристойно величается», пишучи у своєму листуванні з Москвою своє ім'я по батькові із закінченням «-вич». Українські (малоросійські) прізвища («въ видѣ умаленія личности») змінювали на свій лад: у московських стовпових книгах наприкінці XVII ст. гетьмана Самойловича писали тільки як «Самойловъ», Мокрієвич — як «Мокріевъ», Домонтович — як «Домонтовъ», Міхневич — як «Михневъ» тощо.
За царювання Катерини ІІ був укладений список тих небагатьох осіб, прізвища яких в офіційних паперах слід було писати з «-ичъ» (а не «-овъ»). Коли постало питання, як же бути з іменами по батькові, розпорядження імператриці було таким: осіб перших п'яти класів писати повним ім'ям по батькові (з «-ичъ»); осіб від шостого до восьмого — ім'ям по батькові на «-овъ» («полуотчеством»), а решту — взагалі без імені по батькові, одним особовим ім'ям.
Суфікси -ович, -овна, -евич (-левич), -евна (-левна) в іменах по батькові селян в офіційних документах не використовували до 1917 року.

### У германських мовах
У Західній Європі імена по батькові колись вживали широко, пізніше збереглися лише у Скандинавії та Фінляндії: влучний приклад — ісландське ім'я, де ім'я батька із закінченнями «син» (ісл. son) та «дочка» (ісл. dóttir) виконують у сучасних ісландців роль прізвища.
У германських мовах патроніми найчастіше утворюються додаванням суфіксу -сон (в перекладі син).

#### Англійська
В англосаксів патроніми закінчувалися на «son» («син») — надалі перетворилися на патронімічні прізвища. Окрім того, серед норманських завойовників побутували патроніми з приставкою «fitz» (від старофр. «син», пор. фр. fils) — звідси ведуть походження такі англійські прізвища, як «Fitzgerald» («Фіцджеральд»), «Fitzhugh» («Фіцг'ю»), «Fitzroy» («Фіцрой», буквально — «син короля», таке прізвище міг отримати бастард).

#### Нідерландська
У Нідерландах патроніми колись часто вживали замість прізвищ (як у теперішній Ісландії) або другого імені. Вони утворювалися з особового імені батька додаванням закінчень -zoon — для чоловіків, і -dochter — для жінок. Наприклад, повне ім'я Абеля Тасмана — «Абель Янсзон Тасман», тобто «Абель, Янів син Тасман», повне ім'я художника Рембрандта — «Рембрандт Гарменсзон ван Рейн», «Рембрандт, Герменів син ван Рейн». Кенау Сімонсдохтер Гасселаер означає «Кенау, Сімонова дочка Гасселаер». На письмі закінчення можуть скорочуватися до -sz. і -dr: наприклад, Jeroen Cornelisz (повністю Jeroen Corneliszoon) — «Єроен Корнеліусзон», або Dirck Jacobsz (повністю Dirck Jacobszoon) — «Дірк Якобсзон». Окрім того, існували закінчення -s, -se, -sen, які могли вживати як для чоловічих, так і для жіночих форм патронімів — вони являли собою форму родового (або присвійного) відмінка (аналогічно українським, російським та болгарським прізвищам з присвійними суфіксами -ів, -ин, -ов, -ін — вони теж є колишніми іменами по батькові).
Імена по батькові були звичайними в Голландських Сполучених Провінціях аж до французького вторгнення у 1795 році з наступною анексією в 1810. У той час, коли Нідерланди були французькою провінцією, у них впроваджували загальноімперську практику реєстрації фактів народження, смерті та шлюбу, тому жителям було приписано обов'язково посісти прізвища, і більшість з них зробили ними свої імена по батькові: найпоширеніші сучасні прізвища Янсен, Петерсен, Вілленсен — колишні патроніми (інші, наприклад, «Баккер», «Слахтер», «ван Дейк» — означають професію або місце проживання).

#### Ісландська
Особливістю традиційних ісландських імен є вживання (крім власне імені) по батькові, і вкрай рідкісне вживання прізвищ. Більшість ісландців (а також іноземці, які отримали в останні роки ісландське громадянство) мають лише ім'я та по батькові/матері. Воно складається з імені батька в родовому відмінку і слів «син» (ісл. son) — для чоловіків та імені матері в родовому відмінку і слова «дочка» (ісл. dóttir) — для жінок.

### Семітські мови

#### В арабській мові
У народів, які перебувають під впливом арабської мови та культури, для утворення патроніма використовують незмінна частка «ібн» (араб. بن, буквально — «син»), що ставиться перед ім'ям батька:
- Ібн аль-Фарід
- Ібн Сіна
- Ібн Фадлан

## Цікаві факти
- Анаграму англійського patronym являє собою термін aptronym, створений письменником Ф. П. Адамсом[en][33].
- Іван Котляревський в «Енеїді» «українізував» патронім героя (Anchisides), назвавши його «Анхізенком» — від імені його батька Анхіса[34].